# John Tout
John Tout was een Brits pianist, toetsenist en componist, bekend geworden van zijn werk met de progressieve rockband Renaissance. Voor zijn Renaissance tijd speelde Tout bij Rupert's People.
Alhoewel Tout binnen Renaissance altijd wat op de achtergrond bleef, is zijn invloed zeer duidelijk merkbaar. Vele nummers van Renaissance beginnen met het pianospel van Tout, beïnvloed door met name Franse en Russische componisten. Als componist droeg hij enkele nummers bij (Fanfare en Fugue for the Sultan), en was hij betrokken bij een groot aantal andere composities.
John Tout kwam eind 1970, na het vertrek van John Hawken bij Renaissance. Hij vormde samen met Michael Dunford de verbinding tussen de 
eerste samenstelling van Renaissance en de later (veel bekender wordende) tweede samenstelling. Tout maakte deel uit van Renaissance tot hij zich in 1980, na een tournee door Israël, onverwachts terugtrok uit de muziek. Naar eigen zeggen heeft hij toen gedurende een periode van tien jaar de piano niet aangeraakt. Hij ging werken voor British Telecom. Vanaf 1996 ontwikkelde Tout, weer enkele activiteiten in de muziek, waaronder een samenwerking met de ex-Renaissance leden Terry Sullivan en Jon Camp onder de naam Renaissant. Ook nam John Tout deel aan een korte reünie van Renaissance, waar hij als gastmuzikant aan deelnam. Samen met Annie Haslam heeft Tout ook nog weleens kleinschalige concerten gegeven in Amerika waarbij ook oude nummers van Renaissance werden gespeeld.
John Tout overleed in een Londens ziekenhuis op 1 mei 2015 aan een longontsteking.